# بریجمن داونز، کوئینزلند
بریجمن داونز (به انگلیسی: Bridgeman Downs) یک منطقهٔ مسکونی در استرالیا است که در کوئینزلند واقع شده‌است.